# Epidendrum fruticulum
Epidendrum fruticulum är en orkidéart som beskrevs av Rudolf Schlechter. Epidendrum fruticulum ingår i släktet Epidendrum och familjen orkidéer.
Artens utbredningsområde är Peru. Inga underarter finns listade i Catalogue of Life.